# Bredfotad bladstekel
Bredfotad bladstekel (Craesus septentrionalis) är en stekelart som först beskrevs av Carl von Linné 1758.  Craesus septentrionalis ingår i släktet Craesus, och familjen bladsteklar. Arten är reproducerande i Sverige.

## Bildgalleri

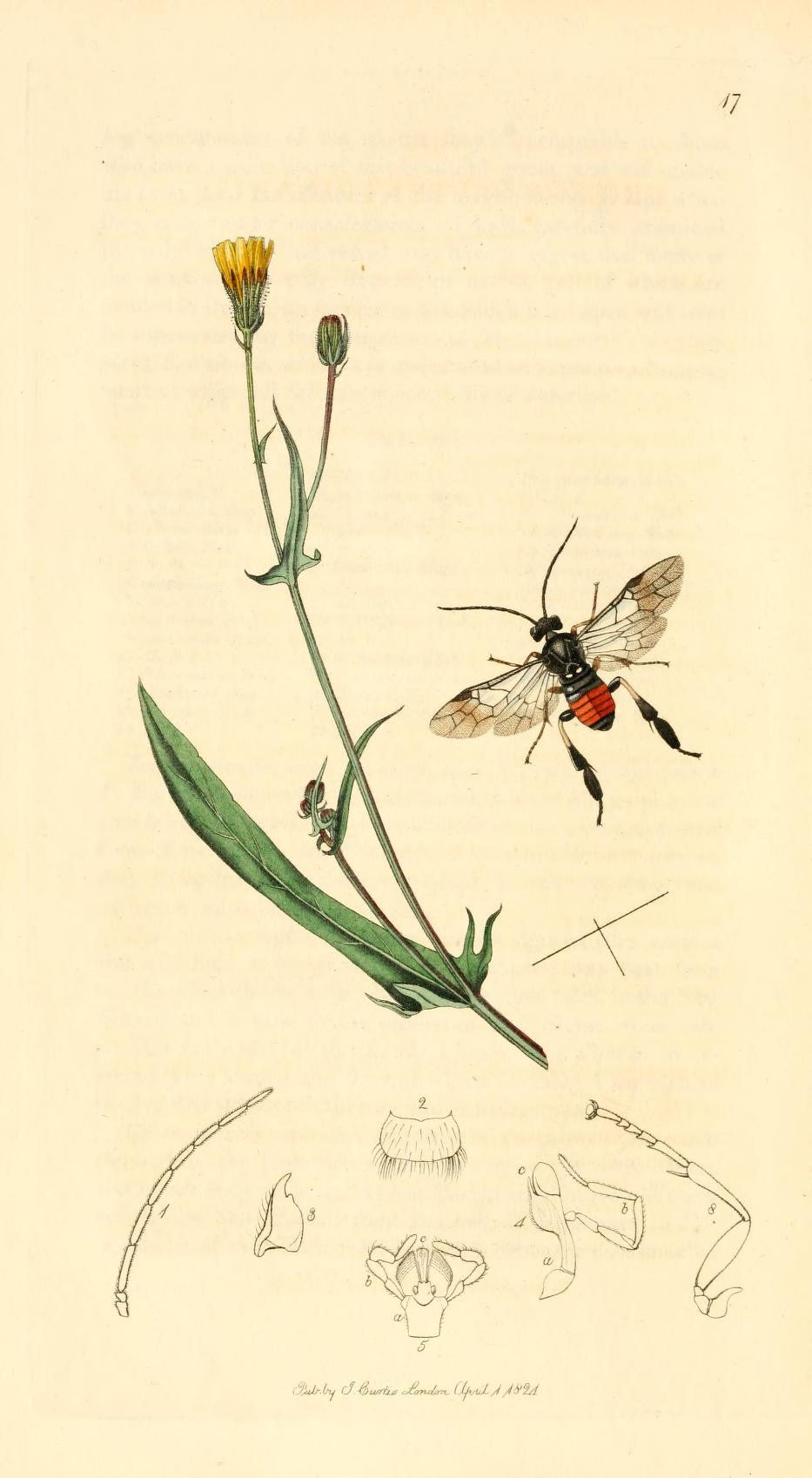
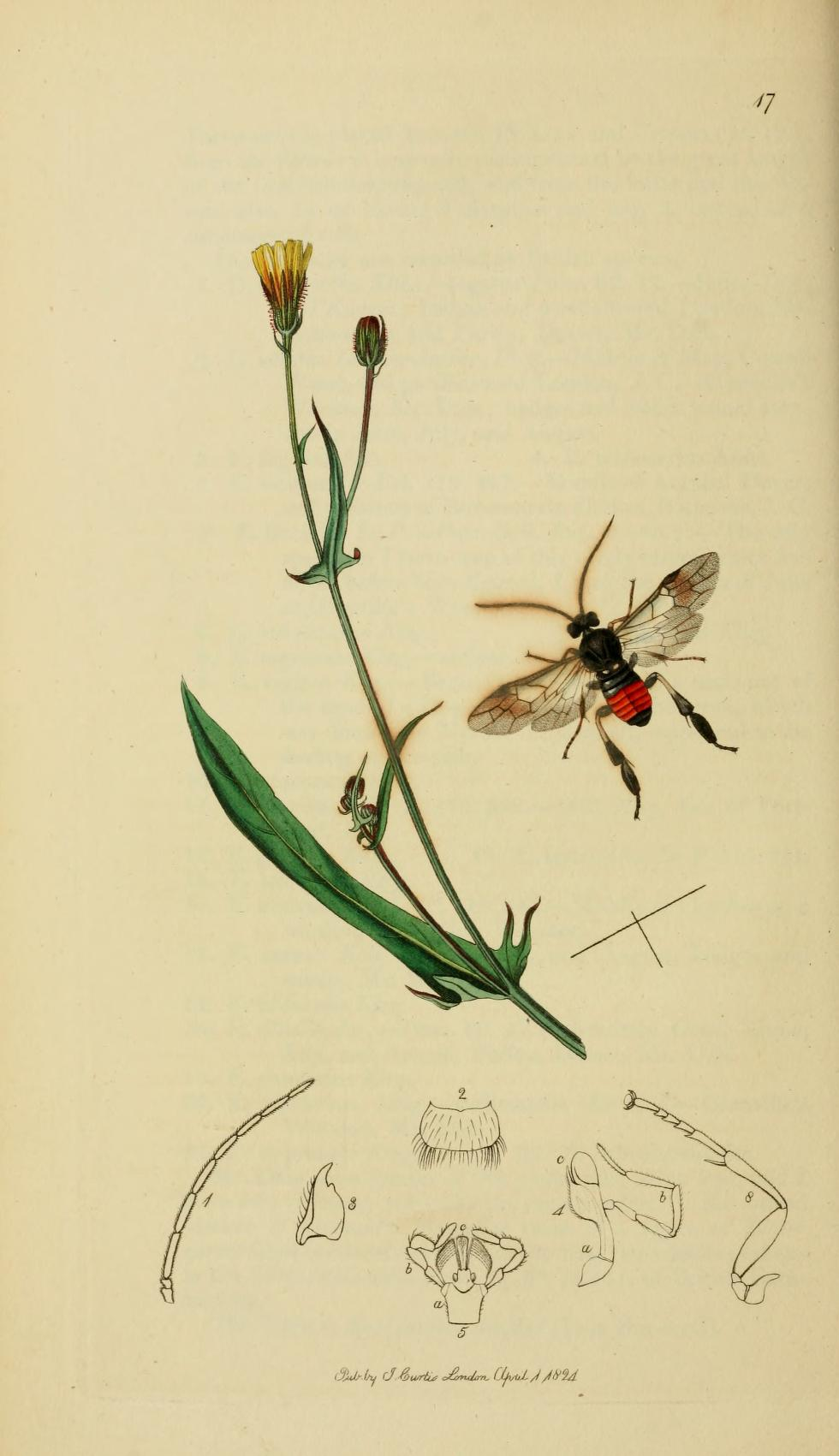
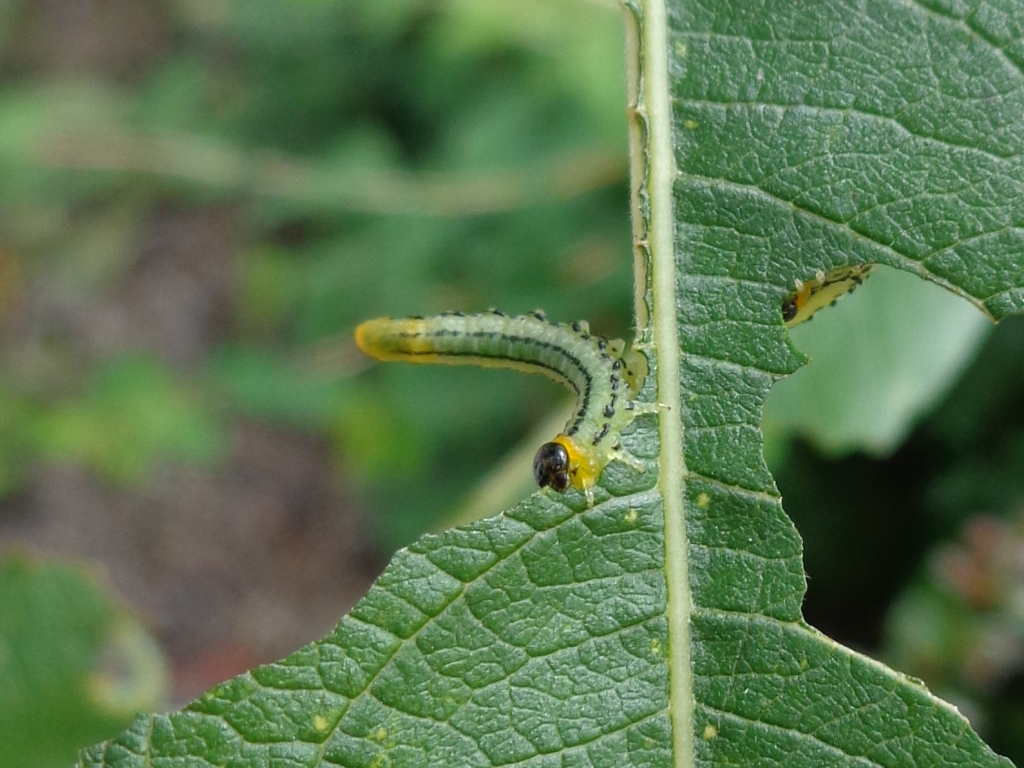
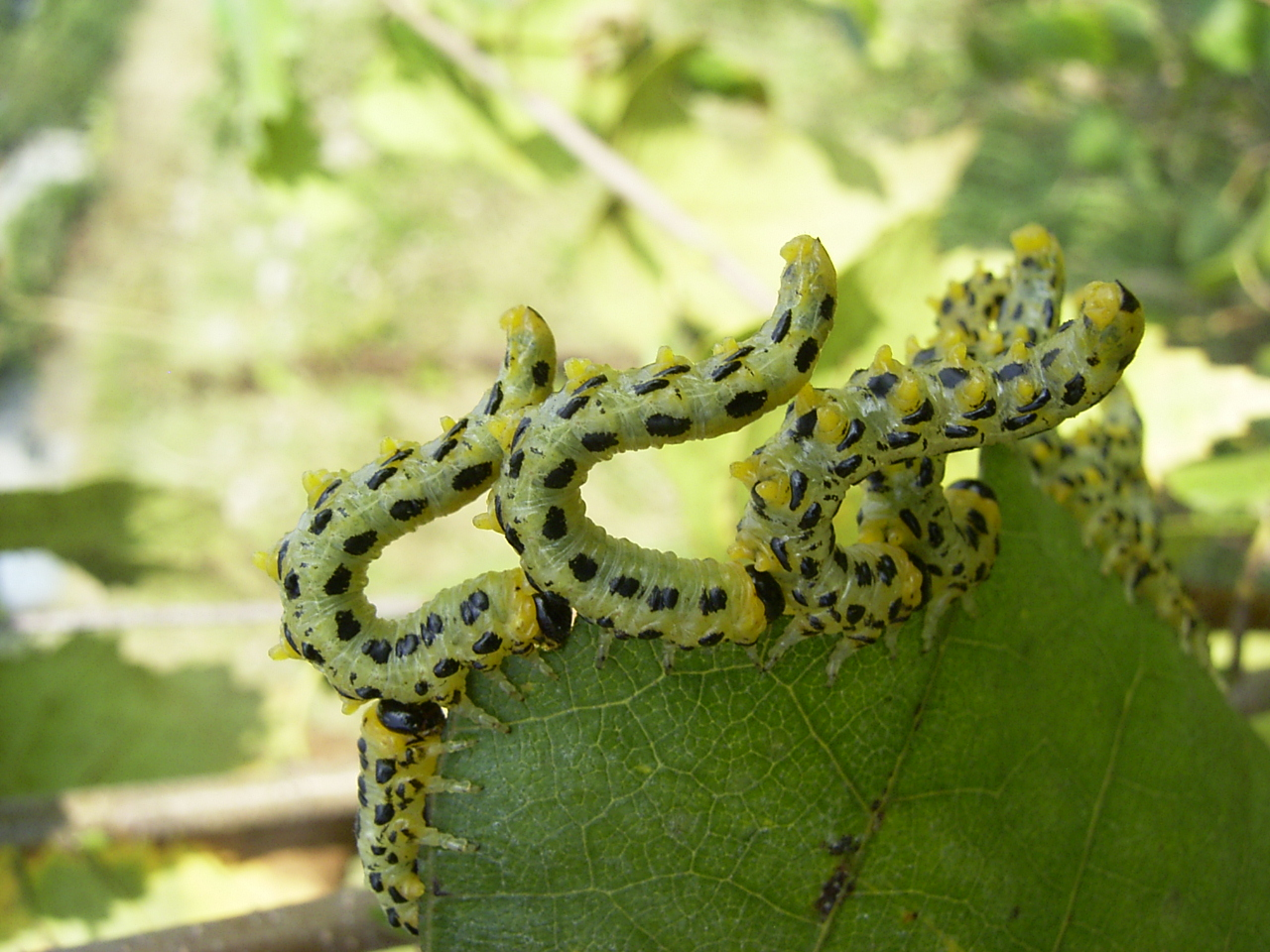
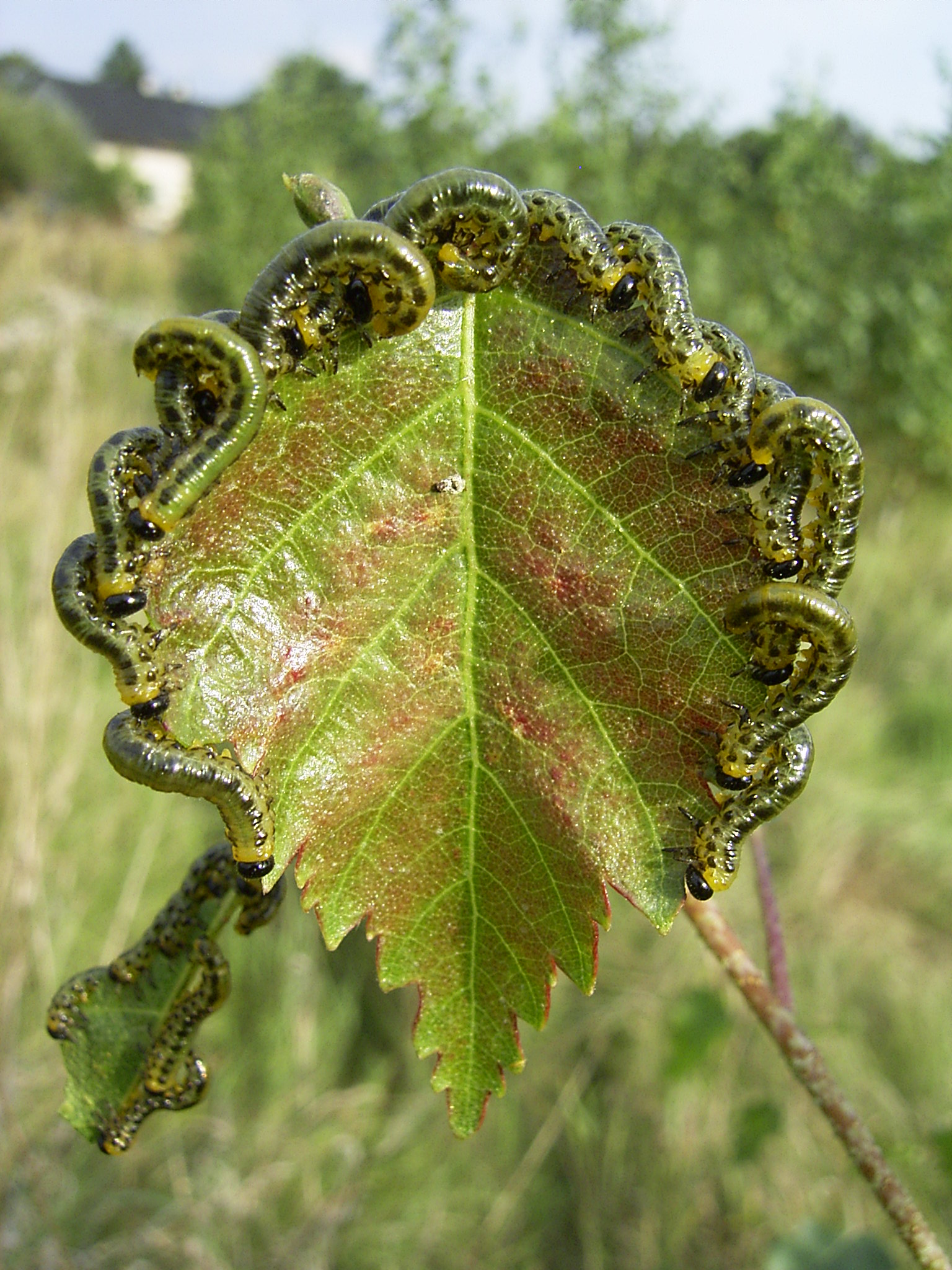